# Placas de identificação de veículos da Noruega

Implementação norueguesa do indicativo de nacionalidade em formato semelhante ao da União Europeia. Tanto o formato da UE como o norueguês atendem à Convenção de Viena sobre Tráfego Viário.

As placas de identificação de veículos na Noruega são mantidas pelo Ministério dos Transportes e Comunicações. As placas são documentos legais que identificam o veículo e permitem seu uso e devem ser devolvidos à autoridade de registro quando o veículo não estiver mais em uso.
O atual sistema alfanumérico (com duas letras seguidas de quatro ou cinco números) foi introduzido em 1971. O design das placas permaneceu o mesmo até 2002, quando as autoridades rodoviárias decidiram por uma nova fonte que padronizava a largura de cada caractere. O novo design não foi bem sucedido por problemas de legibilidade: por exemplo, as letras "A" e "R" eram difíceis de distinguir. A partir de 2006, a fonte foi alterada novamente para melhorar a legibilidade e foi criado espaço para uma faixa de nacionalidade azul com uma bandeira norueguesa. A partir de 2009, as passaram a ser feitas de plástico e produzidas em uma fábrica em Tønsberg. A partir de 2012, as chapas passaram a ser novamente produzidas em alumínio.

## Categorias
As placas podem pertencer às seguintes categorias, indicadas pela combinação de cores dos caracteres e do fundo:

### A - Fundo branco, caracteres pretos
Para veículos de uso comum: carros, caminhões, ônibus, etc., passíveis de taxação e aptos a circular nas vias públicas. A maioria dos carros na Noruega tem essas placas. 
| DA 12345 |

### B - Fundo preto, caracteres amarelos
Esta categoria destina-se a todos os veículos aprovados e considerados seguros, mas que nunca circulam em vias públicas. Inclui equipamentos de extrativismo vegetal e mineração, motos de neve, transporte em aeroportos e portos, etc. Esses veículos são isentos de impostos. Os veículos registrados em Svalbard também utilizam essas placas, pois todas as estradas são de propriedade privada. 
| DJ 457653 |

### C - Fundo preto, caracteres brancos
Destina-se a veículos de rali e outros competição. O veículo pode ser conduzido legalmente em vias públicas oriundo e vindo de treinamentos e eventos se for apresentada uma licença da NMF e uma declaração do clube local sobre os horários de treinamento. O seguro e o imposto sobre veículos devem ser pagos, mas não há imposto de importação para veículos novos. 
| AA 12345 |

### D - Fundo laranja, caracteres pretos
Veículos de uso militar: caminhões, ônibus, tanques etc.
Placas laranja com caracteres vermelhos também são veículos militares, como tanques etc., conforme a classe I abaixo 
| 12345 |

### E - Fundo refletivo verde, caracteres pretos
Para carros, vans, caminhões pequenos, etc. de uso comercial: isto é, taxados e aptos a dirigir em vias públicas, mas equipados com apenas uma fila de assentos (motorista incluído) e com volume interno suficiente para acomodar uma caixa de 140 cm de comprimento por 90 cm de largura por 105 cm de altura . Esta categoria é destinada principalmente a comerciantes, correios e outros, mas não há restrições sobre quem pode possuir ou operar um veículo desse tipo. Os veículos com placas verdes têm alíquota tributária menor que veículos com placas brancas. 
| AA 12345 |

### F - Fundo azul, caracteres amarelos
Estas são placas veículos usados pelo corpo diplomático: carros oficiais de embaixadas e serviços consulares estrangeiros. Essas placas sempre usam o prefixo CD. Os dois primeiros dígitos mostram a qual missão diplomática o veículo pertence. Eles são isentos de impostos. 
| CD 12345 |

| CD 1234 |

### G - Fundo vermelho, caracteres brancos
Placas de revendedores. Essas placas são atribuídas a concessionárias de carros e usadas para transporte de veículos para venda ou testes de oficina. Eles podem ser movidos livremente de veículo para veículo. 
| DA 12 |

Desde meados de 2015, existe um novo formato que se iniciou com AAA10. Este formato é emitido a partir do governo central. 
| ABC 12 |

As placas de revendedor para reboques têm um T como sufixo. 
| DA 12T |

| ABC 12T |

### H - Fundo vermelho, caracteres pretos
Adesivos usados para transportar ou testar veículos aptos à circulação mas ainda não registrados, protótipos, etc. Sua emissão ocorre a um custo diário de 310 coroas norueguesas (31 dólares americanos em 2020). A data de emissão está impressa à direita do número de registro.
| DA123 |

### I - Fundo laranja, caracteres vermelhos
Placas de teste militar, com duas ou três letras (FMU ou TU), seguidas de três números com zero à esquerda. FMU é para o Forsvarsmuséet (o Museu das Forças Armadas) ou TU para Test og utvikling (teste e desenvolvimento). 
| TU 001 |

| FMU 001 |

### J - Fundo branco, caracteres pretos e bordas vermelhas
Placas de exportação e turismo. Caracteres numéricos:  sem letras. À esquerda e à direita há bordas vermelhas com o mês e o ano de vencimento escritos verticalmente. 
| 00 | 12345 | 00 |

### Placas personalizadas
A partir de 2017 tornou-se possível solicitar chapas de matrícula personalizadas com qualquer combinação de duas a sete letras e dígitos, com algumas exceções, principalmente para palavras ou frases de baixo calão e marcas registradas. Sujeitas a essas condições e mediante pagamento de 9000 coroas norueguesas (900 dólares americanos), o requerente tem o direito exclusivo de usar o número de registro solicitado em qualquer veículo de classe A ou E que possua por dez anos.
| PRSNL |

| PRSNL |

## Adesivo de validade

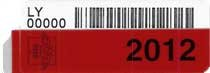

Entre 1993 e 2012, adesivos de validade em cores primárias foram emitidos anualmente para todos os carros que possuíam imposto e seguro válidos e que haviam passado no teste bienal de segurança e emissões. Os adesivos incluíam o número de registro na forma de um código de barras e mudavam de cor todos os anos em um ciclo de três anos: vermelho, azul e amarelo.
O uso de adesivos de validade foi descontinuado a partir de maio de 2012. A polícia agora conta com sistemas automatizados que fotografam a placa de identificação, identificam o número de registro utilizando reconhecimento óptico de caracteres e verificam o status do carro em um banco de dados.

## Indicativo de nacionalidade

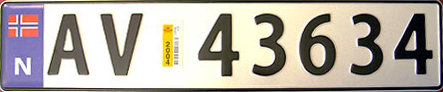
Placa de Fredrikstad

As placas norueguesas produzidas após 1 de novembro de 2006 possuem o indicativo de nacionalidade na extremidade esquerda das chapas, na forma de um faixa  azul com a bandeira nacional da Noruega e o código internacional de registro de veículos "N", em um formato semelhante ao usado por muitos países da Europa Central antes de se tornarem membros da União Europeia. A semelhança com as placas de registro da UE enfureceu alguns adeptos do movimento anti-UE, levando a Administração de Vias Públicas a emitir etiquetas adesivas brancas com as quais poderiam cobrir a faixa azul.

## Fabricação de placas
A fabricação de placas é estritamente controlada pelas autoridades. As placas são fornecidas quando um pedido de registro é aceito. Se as placas forem roubadas, novas não serão emitidas até que um inquérito policial seja concluído. Placas de todos os tipos, exceto algumas placas do tipo F, foram produzidas anteriormente em alumínio. Entre 1 de janeiro de 2009 e 31 de dezembro de 2011, as placas eram feitas de plástico, o que as tornava um pouco mais espessas do que as de alumínio mais antigas (exigindo suportes de placas mais espessos). Essas placas eram muito menos caras. Elas tinham uma camada de plástico transparente no topo da camada com a escrita, que eram especialmente propensas a sofrer impactos durante o tempo frio (como ser atingido pelo engate de outro carro). Isso, além dos custos mais altos de reciclagem de plástico em comparação ao alumínio, levou à cessação da fabricação chapas de plástico em favor de chapas de alumínio a partir de 1 de janeiro de 2012, embora com o mesmo preço que as chapas de plástico.

## Prefixos e números de sequência

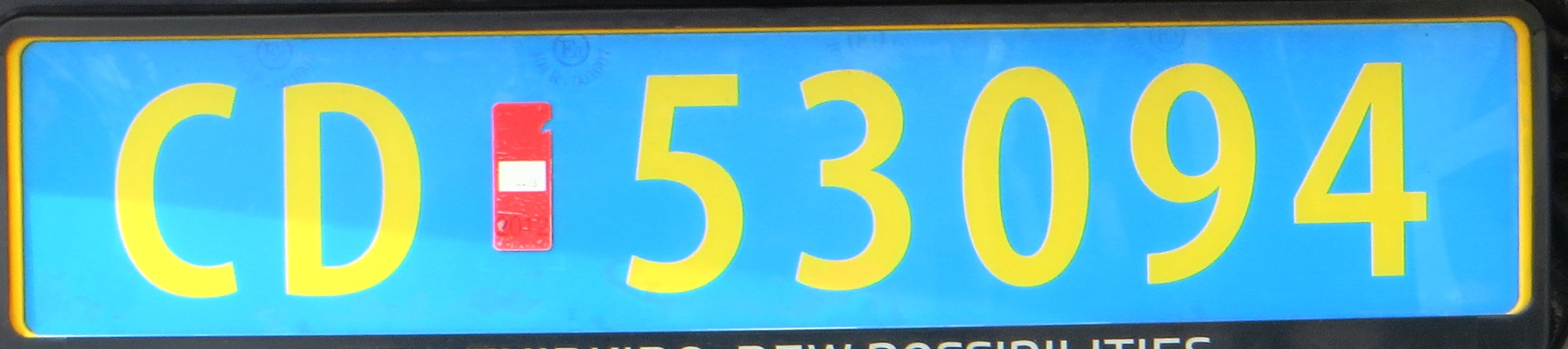
Placa do Corpo Diplomático

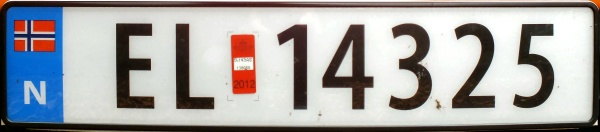
As placas norueguesas de veículos totalmente elétricos têm os prefixos "EL", "EK", "EV" ou "EB" para fazer valer os privilégios aos quais os veículos com emissão zero têm direito.

Todas as placas norueguesas para veículos civis têm um prefixo de duas letras, seguidas por uma sequência de números. As matrículas militares são totalmente numéricas. A maioria dos veículos possui números de registro de cinco dígitos entre 10000 e 99999. Motocicletas, equipamentos agrícolas e reboques têm números de registro de quatro dígitos, entre 1000 e 9999. Placas temporárias têm números de registro de três dígitos, entre 100 e 999. As placas do revendedor têm números de registro de dois dígitos, entre 10 e 99.
Os prefixos especiais são:
- CD: Corpo diplomático;
- EL, EK, EV e EB: veículos elétricos[9];
- FE: antigos veículos militares (de 2005 em diante) vendidos ou transferidos para uso civil;
- GA: autogás/GPL (gás de petróleo liquefeito) ou outros veículos movidos a gás
- HY: Veículos movidos a hidrogênio [10]

As placas de veículos comuns têm um prefixo com base na localização geográfica do primeiro registro, que não se alteram posteriormente mesmo com a mudança do registro do veículo para outra localidade.
| Cidade                    | Condado          | Combinações                                                                                        |
| ------------------------- | ---------------- | -------------------------------------------------------------------------------------------------- |
| Halden                    | Østfold          | AA AB AC                                                                                           |
| Sarpsborg                 | Østfold          | AD AE                                                                                              |
| Fredrikstad               | Østfold          | AF AH AR AS AT AU AV AW DW                                                                         |
| Mysen                     | Østfold          | AJ AK AL AN AP BW FN                                                                               |
| Moss                      | Østfold          | AX AY AZ BA BB FN                                                                                  |
| Drøbak                    | Akershus         | BC BD BE BF BH BJ BK BG                                                                            |
| Asker and Bærum           | Akershus         | BL BN BP BR BS BT BU BV BX BY BZ CA CB                                                             |
| Romerike                  | Akershus         | CC CE CF CH CJ CK CL CN CP CR CS CT CU EV                                                          |
| Jessheim                  | Akershus         | CV CX CY CZ CW                                                                                     |
| Oslo                      | Oslo             | DA DB DC DD DE DF DH DJ DK DL DN DP DR DS DT DU DV DX DY DZ EA EC ED EE EF EH EJ EN EP ER ES ET EU |
| Hamar                     | Hedmark          | FS FT FU FV FX FY FZ HA FW                                                                         |
| Elverum                   | Hedmark          | HB HC HD HE HA                                                                                     |
| Tynset                    | Hedmark          | HF HH                                                                                              |
| Kongsvinger               | Hedmark          | HJ HK HL HN HP HR                                                                                  |
| Lillehammer               | Oppland          | HS HT HU HV HX FB                                                                                  |
| Otta                      | Oppland          | HZ JA JB                                                                                           |
| Gjøvik                    | Oppland          | JC JD JE JF JH JJ JK JL JN JP                                                                      |
| Fagernes                  | Oppland          | JR JS JT                                                                                           |
| Ringerike                 | Buskerud         | JU JV JX JY JZ KA                                                                                  |
| Hallingdal                | Buskerud         | KB KC KD                                                                                           |
| Drammen                   | Buskerud         | KE KF KH KJ KK KL KN KP KR KS KW EZ EW                                                             |
| Kongsberg                 | Buskerud         | KT KU KV KX KY                                                                                     |
| Horten                    | Vestfold         | KZ LA LB LC LD LE LF                                                                               |
| Tønsberg                  | Vestfold         | LH LJ LK LL LN LP LR                                                                               |
| Larvik                    | Vestfold         | LS LT LU LV LX NA NB NC                                                                            |
| Sandefjord                | Vestfold         | LY LZ NA                                                                                           |
| Skien                     | Telemark         | ND NE NF NH NJ NK NL NN NP NR NT NU                                                                |
| Notodden                  | Telemark         | NV NX NY NZ NW                                                                                     |
| Rjukan                    | Telemark         | PA PB                                                                                              |
| Arendal                   | Aust-Agder       | PC PD PE PF PH PJ PK                                                                               |
| Setesdal                  | Aust-Agder       | PL LF                                                                                              |
| Kristiansand              | Vest-Agder       | PN PP PR PS PT PU PV                                                                               |
| Mandal                    | Vest-Agder       | PX PY PZ RC RD                                                                                     |
| Flekkefjord               | Vest-Agder       | RA RB                                                                                              |
| Stavanger                 | Rogaland         | RE RF RH RJ RK RL RN RP RR RS RT RU RV RX RY RW FB DW                                              |
| Egersund                  | Rogaland         | RZ SA SB                                                                                           |
| Haugesund                 | Rogaland         | SC SD SE SF SH SJ SK SL                                                                            |
| Bergen                    | Hordaland        | SN SP SR SS ST SU SV SX SY SZ TA TB TC TD TE                                                       |
| Voss                      | Hordaland        | TF TH TJ TK                                                                                        |
| Stord                     | Hordaland        | TL TN TP TR                                                                                        |
| Odda                      | Hordaland        | TS TT TU                                                                                           |
| Førde                     | Sogn og Fjordane | TV TX TY TZ                                                                                        |
| Nordfjordeid              | Sogn og Fjordane | UA UB FA                                                                                           |
| Sogndalsfjøra             | Sogn og Fjordane | UC UD                                                                                              |
| Ålesund                   | Møre og Romsdal  | UE UF UH UJ UK UL UG UW                                                                            |
| Ørsta                     | Møre og Romsdal  | UN UP BB                                                                                           |
| Molde                     | Møre og Romsdal  | UR US UT UU UV                                                                                     |
| Kristiansund              | Møre og Romsdal  | UX UY UZ VA                                                                                        |
| Sunndalsøra               | Møre og Romsdal  | VB VC                                                                                              |
| Trondheim                 | Trøndelag        | VD VE VF VH VJ VK VL VN VP VR FP VS VU VV                                                          |
| Støren                    | Trøndelag        | VS VT VU                                                                                           |
| Orkanger                  | Trøndelag        | VX VY VZ                                                                                           |
| Brekstad                  | Trøndelag        | XA XB XC                                                                                           |
| Steinkjer                 | Trøndelag        | XD XE XF XH XJ XW                                                                                  |
| Levanger                  | Trøndelag        | XK XL XW                                                                                           |
| Stjørdalshalsen           | Trøndelag        | XN XP YW                                                                                           |
| Namsos                    | Trøndelag        | XR XS XT XU                                                                                        |
| Mosjøen                   | Nordland         | XV XX XY XZ FA                                                                                     |
| Mo i Rana                 | Nordland         | YA YB YC YD                                                                                        |
| Bodø                      | Nordland         | YE YF YH YJ FD                                                                                     |
| Fauske                    | Nordland         | YK YL                                                                                              |
| Narvik                    | Nordland         | YN YP YR YS                                                                                        |
| Svolvær                   | Nordland         | YT YY                                                                                              |
| Sortland                  | Nordland         | YU YV YX                                                                                           |
| Storslett                 | Troms            | FK                                                                                                 |
| Harstad                   | Troms            | YZ ZA ZB                                                                                           |
| Tromsø including Svalbard | Troms            | ZC ZE ZH ZK ZL ZN FL FC                                                                            |
| Finnsnes                  | Troms            | ZD ZF ZJ EX                                                                                        |
| Vadsø                     | Finnmark         | FR ZP ZR LE                                                                                        |
| Kirkenes                  | Finnmark         | ZS EY                                                                                              |
| Alta                      | Finnmark         | ZT ZU ZV ZY ZW                                                                                     |
| Hammerfest                | Finnmark         | ZX                                                                                                 |
| Lakselv                   | Finnmark         | ZZ                                                                                                 |

As letras G, I, O e Q não são usadas devido à sua semelhança com outras letras ou números; uma exceção está nos veículos movidos a gás natural, tais como ônibus, que usam "GA". M e W não foram originalmente usados, pois são muito mais largos que outras letras, mas alguns códigos, incluindo W, agora também são atribuídos. As letras norueguesas Æ, Ø e Å também não são usadas. Além disso, as combinações NS e SS foram omitidas por causa da relação com Segunda Guerra Mundial. Não obstante, a combinação SS está em uso em placas de quatro dígitos usadas para motocicletas, tratores e reboques etc.
Quando um veículo é descartado ou exportado, o número de registro/chassi é identificado como tal e esse veículo ou qualquer outro não poderá mais circular pelas vias públicas com essa identifcação. O número de registro também não pode ser reutilizado. Por exemplo: as placas  BL50000 sempre será a versão da vida real do lendário "Il Tempo Gigante " do filme Flåklypa Grand Prix.
As placas de letra única são reutilizadas quando vagas, mas só estão disponíveis para veículos antigos anteriores a 1971.
Se um conjunto de placas for roubado, o veículo será registrado novamente com placas diferentes.

## História

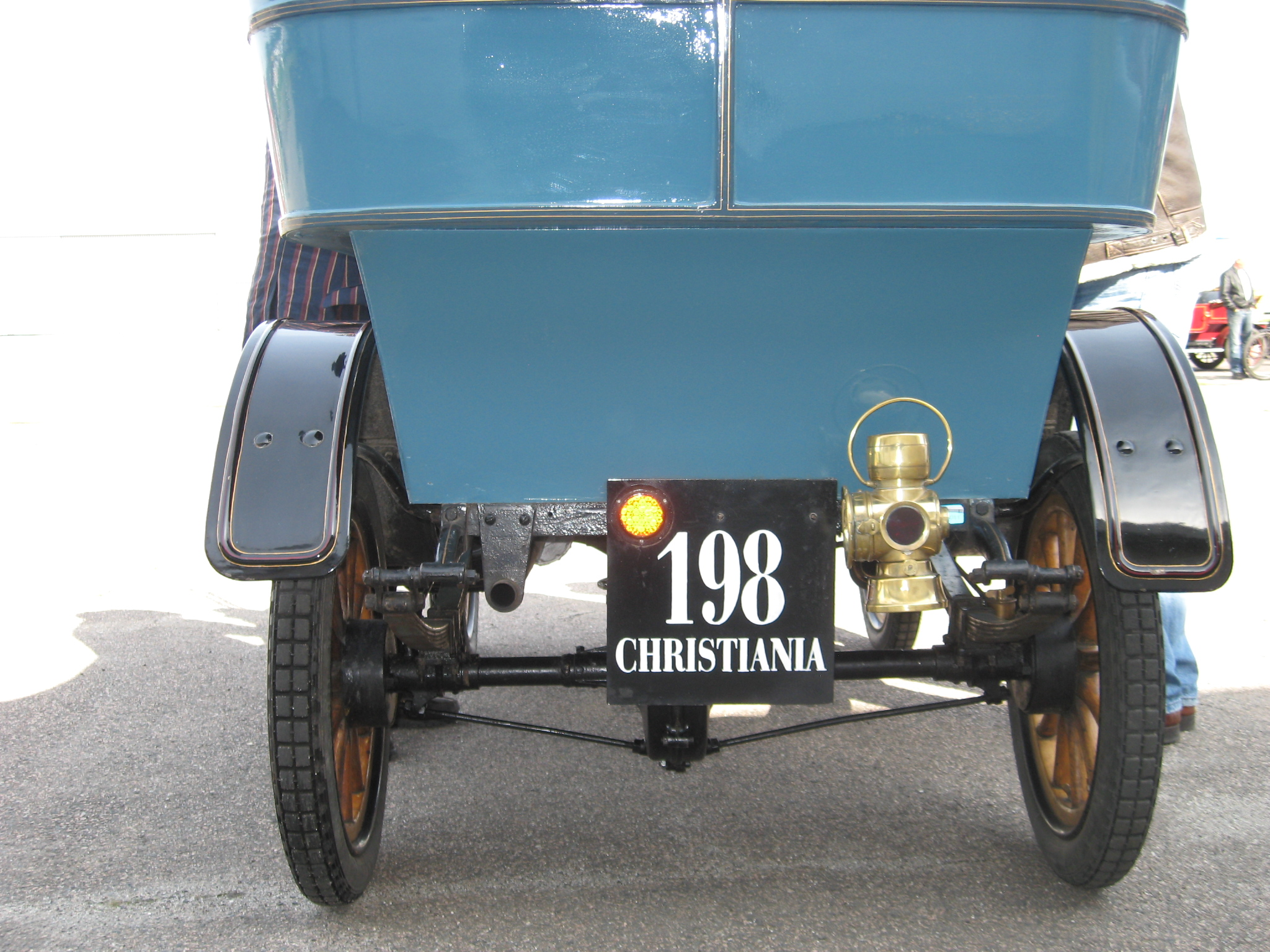
Placas usadas de 1900 a 1913 (reprodução)

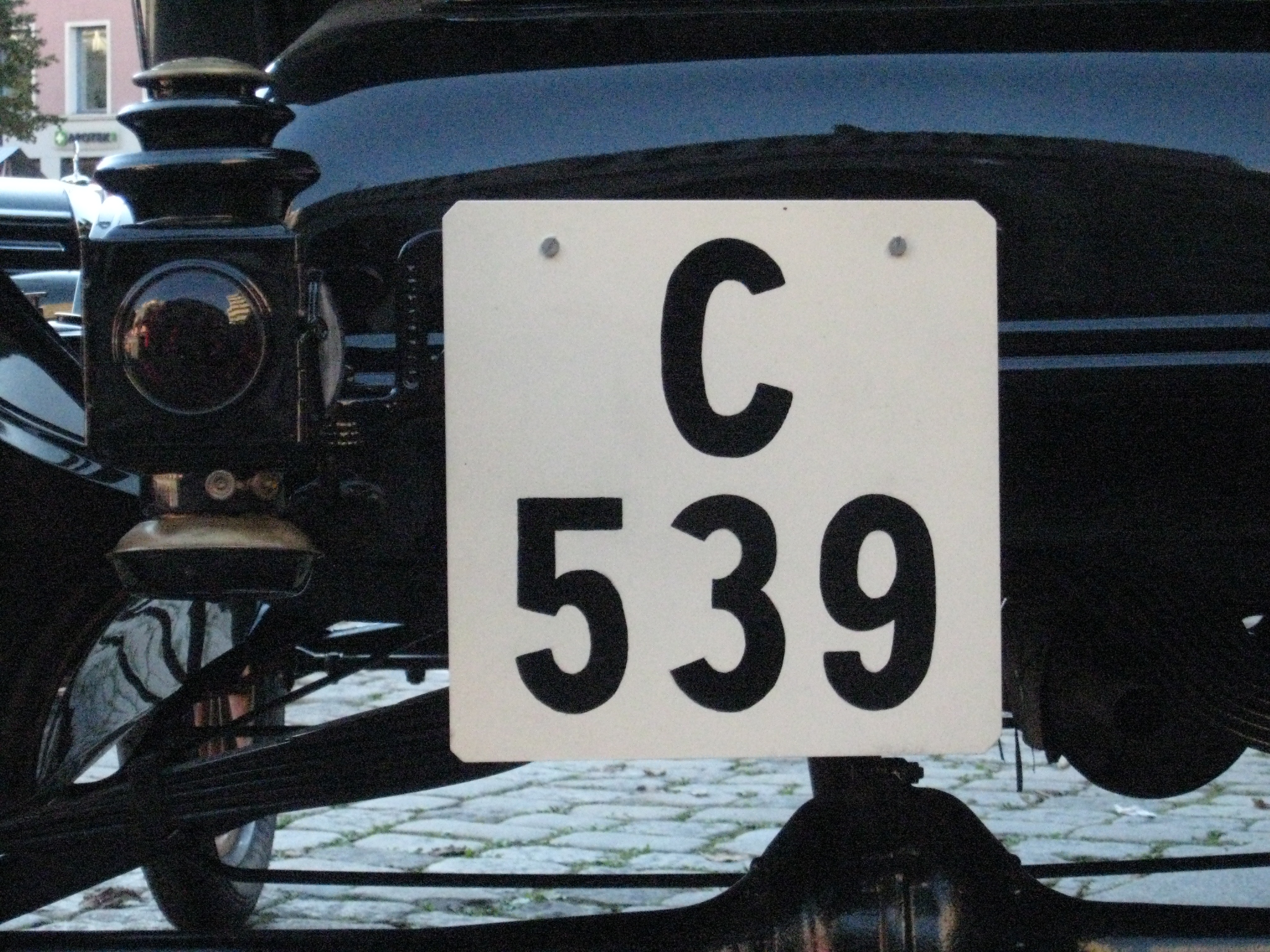
Placas usadas de 1913 a 1929 (reprodução posterior)

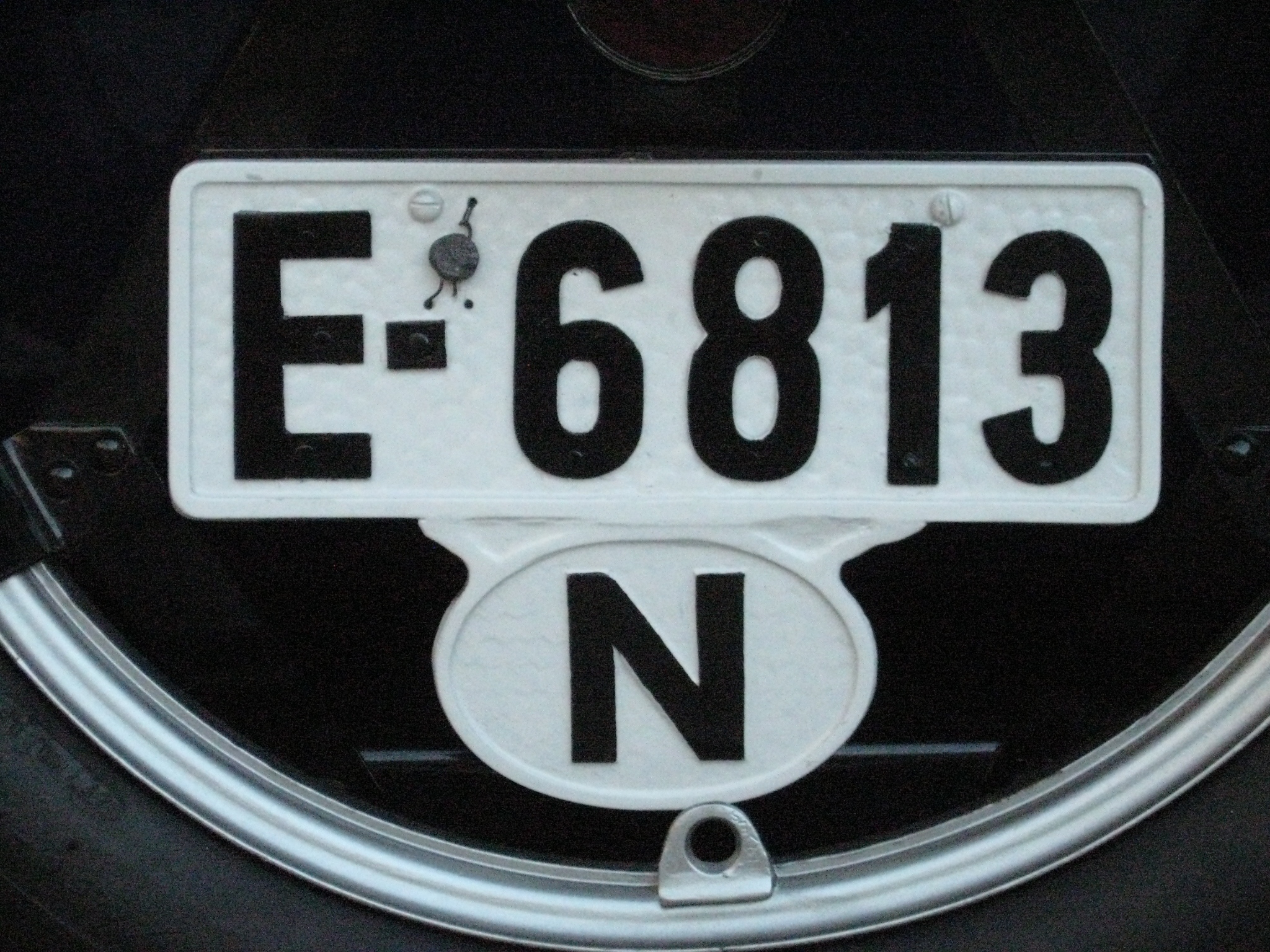
Placas usadas de 1929 a 1971 (reprodução posterior)

De 1 de abril de 1900 a 31 de março de 1913, estiveram em uso placas regionais apenas com caracteres numéricos. As placas tinham fundo preto com o nome da província/cidade em branco. Os veículos sobreviventes do período podem usar as matrículas originais. Hoje existem apenas alguns desses veículos.
De 1 de abril de 1913 a 31 de março de 1971, apenas uma letra foi usada nas placas de automóveis norueguesas. Desde 1958, uma série adicional com 6 dígitos em 3 grupos foi usada em Oslo. O

### Códigos usados  de 1913 a 1971
Condado (nome anterior / posterior a 1918):
- A   : Kristiania amt / Oslo
- B   : Smaalenenes amt / Østfold
- C   : Akershus amt / Akershus
- D   : Hedemarkens amt / Hedmark
- E   : Kristians amt / Oppland
- F   : Buskeruds amt / Buskerud
- G   : Jarlsberg e Larviks amt / Vestfold até 1929: G
- Z   : Vestfold  (a partir de 1929)
- H   : Bratsberg amt / Telemark
- I   : Nedenes amt / Aust-Agder
- K   : Lista de Mandals amt / Vest-Agder
- L   : Stavanger amt / Rogaland
- O   : Bergen amt / Bergen
- R   : Søndre Bergenhus amt / Hordaland
- S   : Nordre Bergenhus amt / Sogn og Fjordane
- T   : Romsdals amt / Møre e Romsdal
- U   : Søndre Trondhjems amt / Sør-Trøndelag
- V   : Nordre Trondhjems amt / Nord-Trøndelag
- W   : Nordlands amt / Nordland
- X   : Tromsø amt / Troms
- Y   : Finmarken amt / Finnmark